# 北村佛堂
北村佛堂，位于山西省晋城市泽州县大东沟镇北村。
2021年8月4日，北村佛堂公布为第六批山西省文物保护单位，古建筑类，年代为元至清，编号6-195。